# Burgstraße 28 (Meißen)

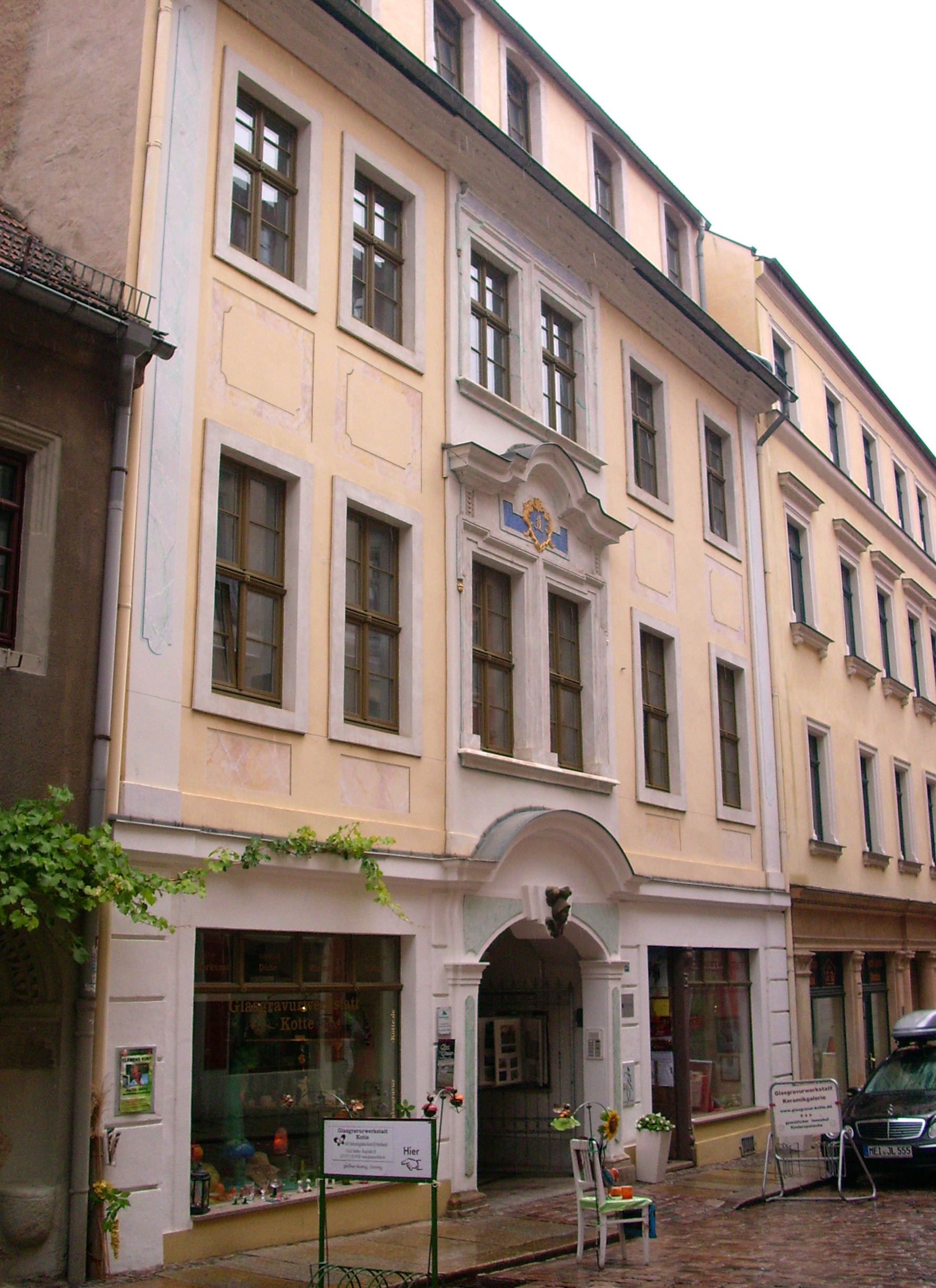
Burgstraße 28 (Meißen)

Das Haus Burgstraße 28 ist ein barockes Wohnhaus mit beachtenswerter Gestaltung und Ausstattung aus dem Jahr 1744 in Meißen, das in den Jahren nach 1990 rechtzeitig vor dem Verfall bewahrt werden konnte, und steht unter Denkmalschutz.
Um 1990 entstanden schwere Durchfeuchtungsschäden an den Mauern, den Türen und Decken, weshalb die Wohnräume im Obergeschoss nicht mehr nutzbar waren. Bei der nachfolgenden Restaurierung wurden jedoch charakteristische Gestaltungen aus der Barockzeit wie Stuckdecken, Kreuzstockfenster, große Kamine, die Fassadenfarbgestaltung und ein Portal mit Minervakopf aus Sandstein bewahrt und rekonstruiert.

## Vorgängerbau
Zwei tonnengewölbte Kellerräume in verschiedenem Abstand zur Straße und verschiedener Bauart lassen auf zwei verschiedene Grundstücke schließen, die zum Bau des heutigen Gebäudes zusammengelegt wurden. Reste von Vorgängerbauwerken finden sich in den Giebelmauern des vorderen Hausteils und in der Bebauung des Hofes. Die älteren Bauwerke waren bereits 1637 abgebrannt und wurden erst nach über hundert Jahren durch den heutigen Neubau von 1744 ersetzt.

## Fassade
Das Bauwerk ist ein besonders ansehnlicher Barockbau der Meißner Altstadt (weitere beachtenswerte Beispiele in Meißen sind die Häuser Markt 10 und Fleischergasse 6).
Die Fassadengestaltung ist ein Beispiel für den „derben Barock des beginnenden 18. Jahrhunderts“ (Gurlitt). Die wichtigen architektonischen Gestaltungselemente bilden der Risalit in der Mitte und Lisenen an den Ecken, ein Sockelgeschoss als Erdgeschoss und ein Gesims mit Verkröpfung. Weiter sind als plastische Formen Fensterverdachungen und ein Portal aus Sandstein mit dem genannten Minervakopf als Göttin der Weisheit, der Schutzpatronin des Gewerbes und Handwerks. Es ist nicht klar, worauf der Bauherr hiermit anspielen wollte; heute wird das Haus als Sitz des Gewerbevereins der Stadt Meißen genutzt.
Das originalgetreue Aussehen der Fassade wird durch die Kreuzstockfenster in achtteiliger Gliederung mit fein gearbeitetem Profil und einer geschnitzten Rosette und die rekonstruierte Fassung vervollständigt. Die wohlgestaltete Rokokoverdachung der Fenster mit Kartusche ist vermutlich nachträglich angebracht worden. 
Die Fassade des Erdgeschosses besaß einst kleine Fenster und wurde um 1900 mit größeren Ladeneinbauten versehen.

## Inneres
Das Innere hat in der Struktur und der Ausstattung den Charakter eines gehobenen Stadtpalais. Zu den typischen Merkmalen gehören die große, zentrale Hofdurchfahrt, eine relativ geräumige Treppenanlage und hohe Doppeltüren mit feinen Details. Die Straßenseite zeigt drei große Räume pro Stockwerk; ein geräumiger saalartiger Raum liegt im ersten Obergeschoss. Große Kamine zeigen, dass die Räume beheizbar und somit komfortabel waren. Aufwändige farbige Fassungen und Gestaltungen aus der Barockzeit, die an solche aus Schlössern und Herrensitzen erinnern, waren wahrscheinlich vorhanden. Dazu gehören illusionistische Gliederungen wie Sockel, Marmorierungen und schmuckreiche Rahmungen in Rocailleform, wie sie in Meißen bei der Stadtsanierung der 1990er Jahre nachgewiesen wurden. Diese belegen das hohe handwerkliche Niveau der ausführenden Handwerker und den Anspruch der dort wohnenden Bürger.
An den erhaltenen Stuckdecken ist erkennbar, dass die einst geräumigen Barockzimmer in der Folge immer weiter unterteilt wurden und damit zu teils dunklen und engen Räumen wurden. Das Dach wurde zu Beginn des 19. Jahrhunderts ausgebaut und erhielt dabei eine neue äußere Gestaltung.

## Geschichte
Auf den historischen Stadtansichten von Meißen aus den Jahren 1558 und 1601 ist die Ostseite der Burgstraße im betreffenden Bereich mit Traufenhäusern bebaut. Im Dreißigjährigen Krieg wurde beim Schwedeneinfall von Juni 1637 das damalige Bauwerk niedergebrannt. Als Besitzer werden Clemens Haugkolts Erben genannt. Zu dieser Zeit gehörte auch ein Garten zum Haus.
Ab 1882 wurde eine Gaststätte mit Garten im Haus geführt, welche bis nach dem Zweiten Weltkrieg noch nachweisbar war. Bis 1990 gab es ein Labor für Lebensmittelprüfung im Haus, der Rest des Hauses wurde teilweise anderweitig genutzt. Im Jahr 1991 war das Dach des Vorderhauses provisorisch gedeckt, was zur Durchfeuchtung der Wände und Decken führte.
Nach 1990 konnte das Bauwerk vor dem Verfall gerettet werden, einige Gestaltungselemente konnten erhalten und restauriert werden. Die Stuckdecke der Durchfahrt sowie die Farbigkeit der Fassade lassen den barocken Charakter des Hauses erkennen. Durch die Stadtsanierung wurde somit ein barockes Baudenkmal in seiner Gestaltung bewahrt, das ohne diese Maßnahme verloren gewesen wäre.